# フィリッポ・ミッソーリ
フィリッポ・ミッソーリ（Filippo Missori、2004年3月24日 - ）は、イタリア・ローマ出身のサッカー選手。USサッスオーロ・カルチョ所属。ポジションはDF。

## クラブ経歴
2013年にASローマの下部組織へ入団し、2021年11月25日、UEFAヨーロッパカンファレンスリーグのFCゾリャ・ルハーンシク戦にて、後半35分にヘンリク・ムヒタリアンとの途中交代でトップチームデビューを果たした。なお、2004年生まれの選手がローマのトップチームでプレーしたのはこれが初めてであった。
2023年6月29日、同じくセリエAに所属していたUSサッスオーロ・カルチョへ契約年数非公開で移籍した。

## 代表経歴
2019年よりイタリアの世代別代表でプレーしている。